# Selección de fútbol amateur de España
La selección de fútbol amateur de España fue una categoría no profesional de la Selección de fútbol de España creada a mediados de los años 50 que defendió a España en los partidos de los Juegos Mediterráneos en sus primeras ediciones, en la Copa de la UEFA Amateur desde 1967 hasta 1974, logrando el título en la edición de 1970; y en los Juegos Olímpicos de 1948 a 1988, intentando la FIFA y el COI conseguir una mayor competitividad en el evento y permitiendo solo la participación de jugadores amateurs. 
La creación de dicha selección amateur nace como medida para no desprestigiar los grandes torneos de fútbol de la época como las competiciones continentales de selecciones (la Eurocopa en el caso de España), y en especial al Mundial y los Juegos Olímpicos. Se decide presentar a estas selecciones a los distintos eventos de carácter menor al alcanzado por el Mundial, para que representasen a sus países en los torneos de fútbol, y a la vez promocionar así a las jóvenes promesas y sus categorías inferiores.[cita requerida]

## Historia
Debido a la normativa de los Juegos Olímpicos que desde 1948 que no permitía la presencia de futbolistas profesionales, distintas selecciones inscribieron a jugadores amateurs en el certamen. Para los Juegos Mediterráneos de 1955 disputados en Barcelona, España presentó un equipo que finalmente consiguió la medalla de plata. Sin embargo, España no se animó a crear una selección olímpica de fútbol hasta 1963, en la que intentó clasificarse para los Juegos Olímpicos de Tokio 1964. Estaba formado por el mismo equipo amateur que había representado a España en los Juegos Mediterráneos de 1963. Pese a eliminar a Suiza de forma contundente, España acabó siendo derrotada por Hungría en la ronda final de clasificación.
Por otra parte, la UEFA decidió impulsar el fútbol no profesional poniendo en marcha la Copa de la UEFA Amateur para las selecciones no profesionales. Es entonces cuando se ponen en marcha definitivamente las selecciones amateurs que participaron en dichas competiciones. Debido al carácter no profesional del equipo, únicamente podrá disputar esta competición de carácter oficial. En 1966 comienza la primera edición del campeonato. La selección española realizó una brillante primera fase ganando los cuatro partidos de la competición. La fase final disputada en casa, en Palma de Mallorca, en semifinales perdió ante Escocia tras una prórroga. En el tercer y cuarto puesto venció a Turquía por 2-0 consiguiendo el tercer puesto.
La segunda edición del torneo será la vencida por la selección española. Tras una primera fase en la que ganaron tres de los cuatro partidos, en 1970 se disputó la fase final en Italia. En semifinales se consiguió la mayor goleada histórica de la selección, endosando un 6-0 a Italia, la anfitriona de la fase final. La final ante Países Bajos empató a uno, lo que provocó que al día siguiente se disputara un partido de desempate en el que vencieron los españoles por 2-1. Este evento significa el mayor éxito en la historia de la selección amateur, seis años después del éxito de la Selección absoluta en la Eurocopa 1964 donde también resultó vencedora.
En la siguiente edición, y con la responsabilidad de defender título, la primera fase volvió a ser exitosa venciendo en los cuatro partidos. De nuevo en semifinales el rival es el país anfitrión, Yugoslavia, donde España perdió por 2-1. En el partido por el tercer y cuarto puesto, España tres años después se vuelve a enfrentar a Países Bajos, que venció en el desempate por penaltis.
En la última edición del torneo, España no presentó equipo. Concluyó así una fabulosa participación de los españoles con un campeonato y dos terceros puestos.

## Resultados
Leyenda: PJ: Partidos jugados; PG: Partidos ganados; PE: Partidos empatados; PP: Partidos perdidos; GF: Goles a favor; GC: Goles en contra; Dif.: Diferencia de goles.

### Copa de la UEFA Amateur
| Año             | Ronda        | Posición     | PJ           | PG           | PE           | PP           | GF           | GC           |
| --------------- | ------------ | ------------ | ------------ | ------------ | ------------ | ------------ | ------------ | ------------ |
| España 1967     | Tercer lugar | 3º           | 6            | 5            | 0            | 1            | 13           | 6            |
| Italia 1970     | Campeón      | 1º           | 7            | 5            | 2            | 0            | 14           | 3            |
| Yugoslavia 1974 | Tercer lugar | 3º           | 6            | 4            | 1            | 1            | 11           | 5            |
| Grecia 1978     | No participó | No participó | No participó | No participó | No participó | No participó | No participó | No participó |
| Total           | 3/4          | 2º           | 20           | 14           | 3            | 2            | 38           | 14           |

### Fútbol en los Juegos Olímpicos
| Año                   | Ronda                                                                    | Posición                                                                 | PJ                                                                       | PG                                                                       | PE                                                                       | PP                                                                       | GF                                                                       | GC                                                                       |
| --------------------- | ------------------------------------------------------------------------ | ------------------------------------------------------------------------ | ------------------------------------------------------------------------ | ------------------------------------------------------------------------ | ------------------------------------------------------------------------ | ------------------------------------------------------------------------ | ------------------------------------------------------------------------ | ------------------------------------------------------------------------ |
| Atenas 1896           | No hubo competición de fútbol                                            | No hubo competición de fútbol                                            | No hubo competición de fútbol                                            | No hubo competición de fútbol                                            | No hubo competición de fútbol                                            | No hubo competición de fútbol                                            | No hubo competición de fútbol                                            | No hubo competición de fútbol                                            |
| París 1900            | En 1900 y 1904 los Juegos Olímpicos los disputaron clubes                | En 1900 y 1904 los Juegos Olímpicos los disputaron clubes                | En 1900 y 1904 los Juegos Olímpicos los disputaron clubes                | En 1900 y 1904 los Juegos Olímpicos los disputaron clubes                | En 1900 y 1904 los Juegos Olímpicos los disputaron clubes                | En 1900 y 1904 los Juegos Olímpicos los disputaron clubes                | En 1900 y 1904 los Juegos Olímpicos los disputaron clubes                | En 1900 y 1904 los Juegos Olímpicos los disputaron clubes                |
| St. Louis 1904        | En 1900 y 1904 los Juegos Olímpicos los disputaron clubes                | En 1900 y 1904 los Juegos Olímpicos los disputaron clubes                | En 1900 y 1904 los Juegos Olímpicos los disputaron clubes                | En 1900 y 1904 los Juegos Olímpicos los disputaron clubes                | En 1900 y 1904 los Juegos Olímpicos los disputaron clubes                | En 1900 y 1904 los Juegos Olímpicos los disputaron clubes                | En 1900 y 1904 los Juegos Olímpicos los disputaron clubes                | En 1900 y 1904 los Juegos Olímpicos los disputaron clubes                |
| Londres 1908          | De 1908 a 1928 los Juegos Olímpicos los disputaron selecciones absolutas | De 1908 a 1928 los Juegos Olímpicos los disputaron selecciones absolutas | De 1908 a 1928 los Juegos Olímpicos los disputaron selecciones absolutas | De 1908 a 1928 los Juegos Olímpicos los disputaron selecciones absolutas | De 1908 a 1928 los Juegos Olímpicos los disputaron selecciones absolutas | De 1908 a 1928 los Juegos Olímpicos los disputaron selecciones absolutas | De 1908 a 1928 los Juegos Olímpicos los disputaron selecciones absolutas | De 1908 a 1928 los Juegos Olímpicos los disputaron selecciones absolutas |
| Estocolmo 1912        | De 1908 a 1928 los Juegos Olímpicos los disputaron selecciones absolutas | De 1908 a 1928 los Juegos Olímpicos los disputaron selecciones absolutas | De 1908 a 1928 los Juegos Olímpicos los disputaron selecciones absolutas | De 1908 a 1928 los Juegos Olímpicos los disputaron selecciones absolutas | De 1908 a 1928 los Juegos Olímpicos los disputaron selecciones absolutas | De 1908 a 1928 los Juegos Olímpicos los disputaron selecciones absolutas | De 1908 a 1928 los Juegos Olímpicos los disputaron selecciones absolutas | De 1908 a 1928 los Juegos Olímpicos los disputaron selecciones absolutas |
| Amberes 1920          | De 1908 a 1928 los Juegos Olímpicos los disputaron selecciones absolutas | De 1908 a 1928 los Juegos Olímpicos los disputaron selecciones absolutas | De 1908 a 1928 los Juegos Olímpicos los disputaron selecciones absolutas | De 1908 a 1928 los Juegos Olímpicos los disputaron selecciones absolutas | De 1908 a 1928 los Juegos Olímpicos los disputaron selecciones absolutas | De 1908 a 1928 los Juegos Olímpicos los disputaron selecciones absolutas | De 1908 a 1928 los Juegos Olímpicos los disputaron selecciones absolutas | De 1908 a 1928 los Juegos Olímpicos los disputaron selecciones absolutas |
| París 1924            | De 1908 a 1928 los Juegos Olímpicos los disputaron selecciones absolutas | De 1908 a 1928 los Juegos Olímpicos los disputaron selecciones absolutas | De 1908 a 1928 los Juegos Olímpicos los disputaron selecciones absolutas | De 1908 a 1928 los Juegos Olímpicos los disputaron selecciones absolutas | De 1908 a 1928 los Juegos Olímpicos los disputaron selecciones absolutas | De 1908 a 1928 los Juegos Olímpicos los disputaron selecciones absolutas | De 1908 a 1928 los Juegos Olímpicos los disputaron selecciones absolutas | De 1908 a 1928 los Juegos Olímpicos los disputaron selecciones absolutas |
| Ámsterdam 1928        | De 1908 a 1928 los Juegos Olímpicos los disputaron selecciones absolutas | De 1908 a 1928 los Juegos Olímpicos los disputaron selecciones absolutas | De 1908 a 1928 los Juegos Olímpicos los disputaron selecciones absolutas | De 1908 a 1928 los Juegos Olímpicos los disputaron selecciones absolutas | De 1908 a 1928 los Juegos Olímpicos los disputaron selecciones absolutas | De 1908 a 1928 los Juegos Olímpicos los disputaron selecciones absolutas | De 1908 a 1928 los Juegos Olímpicos los disputaron selecciones absolutas | De 1908 a 1928 los Juegos Olímpicos los disputaron selecciones absolutas |
| Los Ángeles 1932      | No hubo competición de fútbol                                            | No hubo competición de fútbol                                            | No hubo competición de fútbol                                            | No hubo competición de fútbol                                            | No hubo competición de fútbol                                            | No hubo competición de fútbol                                            | No hubo competición de fútbol                                            | No hubo competición de fútbol                                            |
| Berlín 1936           | En 1936 los Juegos Olímpicos los disputaron selecciones absolutas        | En 1936 los Juegos Olímpicos los disputaron selecciones absolutas        | En 1936 los Juegos Olímpicos los disputaron selecciones absolutas        | En 1936 los Juegos Olímpicos los disputaron selecciones absolutas        | En 1936 los Juegos Olímpicos los disputaron selecciones absolutas        | En 1936 los Juegos Olímpicos los disputaron selecciones absolutas        | En 1936 los Juegos Olímpicos los disputaron selecciones absolutas        | En 1936 los Juegos Olímpicos los disputaron selecciones absolutas        |
| Londres 1948          | No participó                                                             | No participó                                                             | No participó                                                             | No participó                                                             | No participó                                                             | No participó                                                             | No participó                                                             | No participó                                                             |
| Helsinki 1952         | No participó                                                             | No participó                                                             | No participó                                                             | No participó                                                             | No participó                                                             | No participó                                                             | No participó                                                             | No participó                                                             |
| Melbourne 1956        | No participó                                                             | No participó                                                             | No participó                                                             | No participó                                                             | No participó                                                             | No participó                                                             | No participó                                                             | No participó                                                             |
| Roma 1960             | No participó                                                             | No participó                                                             | No participó                                                             | No participó                                                             | No participó                                                             | No participó                                                             | No participó                                                             | No participó                                                             |
| Tokio 1964            | No se clasificó                                                          | No se clasificó                                                          | No se clasificó                                                          | No se clasificó                                                          | No se clasificó                                                          | No se clasificó                                                          | No se clasificó                                                          | No se clasificó                                                          |
| Ciudad de México 1968 | Cuartos de final                                                         | 6º                                                                       | 4                                                                        | 2                                                                        | 1                                                                        | 1                                                                        | 4                                                                        | 2                                                                        |
| Múnich 1972           | No se clasificó                                                          | No se clasificó                                                          | No se clasificó                                                          | No se clasificó                                                          | No se clasificó                                                          | No se clasificó                                                          | No se clasificó                                                          | No se clasificó                                                          |
| Montreal 1976         | Fase de grupos                                                           | 13º                                                                      | 2                                                                        | 0                                                                        | 0                                                                        | 2                                                                        | 1                                                                        | 3                                                                        |
| Moscú 1980            | Fase de grupos                                                           | 10º                                                                      | 3                                                                        | 0                                                                        | 3                                                                        | 0                                                                        | 2                                                                        | 2                                                                        |
| Los Ángeles 1984      | No se clasificó                                                          | No se clasificó                                                          | No se clasificó                                                          | No se clasificó                                                          | No se clasificó                                                          | No se clasificó                                                          | No se clasificó                                                          | No se clasificó                                                          |
| Seúl 1988             | No se clasificó                                                          | No se clasificó                                                          | No se clasificó                                                          | No se clasificó                                                          | No se clasificó                                                          | No se clasificó                                                          | No se clasificó                                                          | No se clasificó                                                          |
| Barcelona 1992        | Desde 1992 la competición la disputan selecciones sub-23                 | Desde 1992 la competición la disputan selecciones sub-23                 | Desde 1992 la competición la disputan selecciones sub-23                 | Desde 1992 la competición la disputan selecciones sub-23                 | Desde 1992 la competición la disputan selecciones sub-23                 | Desde 1992 la competición la disputan selecciones sub-23                 | Desde 1992 la competición la disputan selecciones sub-23                 | Desde 1992 la competición la disputan selecciones sub-23                 |
| Total                 | 3/11                                                                     | -                                                                        | 9                                                                        | 2                                                                        | 4                                                                        | 3                                                                        | 7                                                                        | 7                                                                        |

## Partidos jugados

### Juegos Mediterráneos

#### II Juegos Mediterráneos
| 17 de julio de 1955                  | España | 3-0 | Siria | Camp de Les Corts, Barcelona |  |
| Primera jornada de la fase de grupos |        |     |       |                              |  |

| 17 de julio de 1955                  | España | 1-1 | Egipto | Camp de Les Corts, Barcelona |  |
| Segunda jornada de la fase de grupos |        |     |        |                              |  |

| 23 de julio de 1955                  | España | 2-1 | Francia | Camp de Les Corts, Barcelona |  |
| Tercera jornada de la fase de grupos |        |     |         |                              |  |

#### IV Juegos Mediterráneos
| 18 de septiembre de 1963           | España | 1-1 | Egipto |  |  |
| Primera jornada de la primera fase |        |     |        |  |  |

| 20 de septiembre de 1963           | España | 1-0 | Líbano |  |  |
| Segunda jornada de la primera fase |        |     |        |  |  |

| 24 de septiembre de 1963           | Turquía | 3-3 | España |  |  |
| Tercera jornada de la primera fase |         |     |        |  |  |

| 26 de septiembre de 1963          | Malta | 0-8 | España |  |  |
| Cuarta jornada de la primera fase |       |     |        |  |  |

| 28 de septiembre de 1963 | España | 2-1 | Marruecos |  |  |
| Tercer y cuarto puesto   |        |     |           |  |  |

#### V Juegos Mediterráneos
| 9 de septiembre de 1967            | Turquía | 2-1 | España |  |  |
| Primera jornada de la primera fase |         |     |        |  |  |

| 11 de septiembre de 1967           | Túnez | 0-2 | España |  |  |
| Segunda jornada de la primera fase |       |     |        |  |  |

| 13 de septiembre de 1967           | Libia | 1-1 | España |  |  |
| Tercera jornada de la primera fase |       |     |        |  |  |

| 14 de septiembre de 1967 | Túnez | 1-1 | España |  |  |
| Partido de desempate     |       |     |        |  |  |

| 15 de septiembre de 1967 | Italia | 2-0 | España |  |  |
| Semifinales              |        |     |        |  |  |

| 17 de septiembre de 1967 | España | 2-1 | Turquía |  |  |
| Tercer y cuarto puesto   |        |     |         |  |  |

### Copa de la UEFA Amateur

#### ICopa de la UEFA Amateur
| 27 de abril de 1966                | España | 2-0 | Italia | La Rosaleda, Málaga |  |
| Primera jornada de la primera fase |        |     |        |                     |  |

| 19 de mayo de 1966                 | Francia | 1-2 | España |  |  |
| Segunda jornada de la primera fase |         |     |        |  |  |

| 10 de noviembre de 1966            | España | 4-1 | Francia |  |  |
| Tercera jornada de la primera fase |        |     |         |  |  |

| 11 de diciembre de 1966           | Italia | 1-2 | España |  |  |
| Cuarta jornada de la primera fase |        |     |        |  |  |

| 16 de junio de 1967 | Escocia | 3-1 (1-1) | España |  |  |
| Semifinales         |         |           |        |  |  |

| 18 de junio de 1967    | España | 2-0 | Turquía |  |  |
| Tercer y cuarto puesto |        |     |         |  |  |

#### IICopa de la UEFA Amateur
| 4 de junio de 1969                 | Francia | 0-1 | España |  |  |
| Primera jornada de la primera fase |         |     |        |  |  |

| 22 de octubre de 1969              | Inglaterra | 1-2 | España |  |  |
| Segunda jornada de la primera fase |            |     |        |  |  |

| 12 de noviembre de 1969            | España | 0-0 | Francia |  |  |
| Tercera jornada de la primera fase |        |     |         |  |  |

| 22 de noviembre de 1969           | España | 2-0 | Inglaterra |  |  |
| Cuarta jornada de la primera fase |        |     |            |  |  |

| 1 de mayo de 1970 | Italia | 0-6 | España |  |  |
| Semifinales       |        |     |        |  |  |

| 3 de mayo de 1970 | Países Bajos | 1-1 | España |  |  |
| Final             |              |     |        |  |  |

| 4 de mayo de 1970      | Países Bajos | 1-2 | España |  |  |
| Repetición de la final |              |     |        |  |  |

| Predecesor: Austria | Campeones de Europa Primer título II Copa de la UEFA Amateur | Sucesor: Yugoslavia Alemania Federal |

#### IIICopa de la UEFA Amateur
| 1 de noviembre de 1973             | España | 3-0 | Grecia |  |  |
| Primera jornada de la primera fase |        |     |        |  |  |

| 9 de enero de 1974                 | Grecia | 0-1 | España |  |  |
| Segunda jornada de la primera fase |        |     |        |  |  |

| 7 de marzo de 1974                 | España | 3-1 | Turquía | Antiguo Estadio José Zorrilla, Valladolid |  |
| Tercera jornada de la primera fase |        |     |         |                                           |  |

| 27 de marzo de 1974               | Turquía | 0-1 | España |  |  |
| Cuarta jornada de la primera fase |         |     |        |  |  |

| 26 de abril de 1974 | Yugoslavia | 2-1 | España |  |  |
| Semifinales         |            |     |        |  |  |

| 28 de abril de 1974                                  | España | 2-2 | Países Bajos |  |  |
| Tercer y cuarto puesto. España ganó por penaltis 4-2 |        |     |              |  |  |

### Juegos Olímpicos

#### Ciudad de México 1968
| 14 de octubre de 1968                | España        | 1-0 | Brasil | Estadio Azteca, Ciudad de México |                           |
|                                      | Fernández 77' |     |        | Árbitro(s): Abraham Klein        | Árbitro(s): Abraham Klein |
| Primera jornada de la fase de grupos |               |     |        |                                  |                           |

| 16 de octubre de 1968                | España                      | 3-0 | Nigeria | Estadio Azteca, Ciudad de México |                            |
|                                      | Ortuño 27' · Grande 52' 69' |     |         | Árbitro(s): Augusto Robles       | Árbitro(s): Augusto Robles |
| Segunda jornada de la fase de grupos |                             |     |         |                                  |                            |

| 18 de octubre de 1968                | España | 0-0 | Japón | Estadio Azteca, Ciudad de México |  |
|                                      |        |     |       | Árbitro(s): Erwin Hieger         |  |
| Tercera jornada de la fase de grupos |        |     |       |                                  |  |

| 20 de octubre de 1968 | México                   | 2-0 | España | Estadio Cuauhtémoc, Puebla de Zaragoza |                                |
|                       | Morales 34' · Pereda 48' |     |        | Árbitro(s): Milivoje Gugulović         | Árbitro(s): Milivoje Gugulović |
| Cuartos de final      |                          |     |        |                                        |                                |

#### Montreal 1976
| 20 de julio de 1976                  | Brasil                               | 2-1 | España       | Estadio Olímpico de Montreal, Montreal |                           |
|                                      | Rosemiro 7' · Chico Fraga 47' (pen.) |     | Idígoras 14' | Árbitro(s): Paul Schiller              | Árbitro(s): Paul Schiller |
| Primera jornada de la fase de grupos |                                      |     |              |                                        |                           |

| 22 de julio de 1976                  | Alemania Democrática | 1-0 | España | Estadio Olímpico de Montreal, Montreal |                              |
|                                      | Dörner 46'           |     |        | Árbitro(s): Werner Winsemann           | Árbitro(s): Werner Winsemann |
| Segunda jornada de la fase de grupos |                      |     |        |                                        |                              |

#### Moscú 1980
| 20 de julio de 1980                  | Alemania Democrática | 1-1 | España        | Estadio Republicano, Kiev |                          |
|                                      | Kühn 49'             |     | M. Alonso 50' | Árbitro(s): Ulf Eriksson  | Árbitro(s): Ulf Eriksson |
| Primera jornada de la fase de grupos |                      |     |               |                           |                          |

| 22 de julio de 1980                  | España | 0-0 | Siria | Estadio Dinamo, Minsk          |  |
|                                      |        |     |       | Árbitro(s): José Castro Lozada |  |
| Segunda jornada de la fase de grupos |        |     |       |                                |  |

| 24 de julio de 1980                  | España     | 1-1 | Argelia      | Estadio Dinamo, Minsk       |                             |
|                                      | Rincón 38' |     | Belloumi 63' | Árbitro(s): Eldar Azim-Zade | Árbitro(s): Eldar Azim-Zade |
| Tercera jornada de la fase de grupos |            |     |              |                             |                             |

### Resumen de partidos
| Jugados | Ganados | Empatados | Perdidos | G. Favor | G. Contra |
| ------- | ------- | --------- | -------- | -------- | --------- |
| 42      | 23      | 12        | 7        | 73       | 35        |

### Por rivales
| Rival                | Jugados | Ganados | Empatados | Perdidos | G. Favor | G. Contra |
| -------------------- | ------- | ------- | --------- | -------- | -------- | --------- |
| Turquía              | 6       | 4       | 1         | 1        | 12       | 7         |
| Francia              | 5       | 4       | 1         | 0        | 9        | 3         |
| Italia               | 4       | 3       | 0         | 1        | 10       | 3         |
| Países Bajos         | 3       | 1       | 2         | 0        | 5        | 4         |
| Grecia               | 2       | 2       | 0         | 0        | 4        | 0         |
| Inglaterra           | 2       | 2       | 0         | 0        | 4        | 1         |
| Túnez                | 2       | 1       | 1         | 0        | 3        | 1         |
| Siria                | 2       | 1       | 1         | 0        | 3        | 0         |
| Egipto               | 2       | 0       | 2         | 0        | 2        | 2         |
| Brasil               | 2       | 1       | 0         | 1        | 2        | 2         |
| Alemania Democrática | 2       | 0       | 1         | 1        | 1        | 2         |
| Malta                | 1       | 1       | 0         | 0        | 8        | 0         |
| Nigeria              | 1       | 1       | 0         | 0        | 3        | 0         |
| Marruecos            | 1       | 1       | 0         | 0        | 2        | 1         |
| Líbano               | 1       | 1       | 0         | 0        | 1        | 0         |
| Japón                | 1       | 0       | 1         | 0        | 0        | 0         |
| Argelia              | 1       | 0       | 1         | 0        | 1        | 1         |
| Libia                | 1       | 0       | 1         | 0        | 1        | 1         |
| Yugoslavia           | 1       | 0       | 0         | 1        | 1        | 2         |
| Escocia              | 1       | 0       | 0         | 1        | 1        | 3         |
| México               | 1       | 0       | 0         | 1        | 0        | 2         |